# گوستاو دوم آدولف
گوستاو آدولف دوم (سوئدی: Gustav II Adolf; زاده ۹ دسامبر ۱۵۹۴ – درگذشته ۶ نوامبر ۱۶۳۲) شاه سوئد از ۱۶۱۱ تا ۱۶۳۲ میلادی و مؤسس امپراتوری سوئد بود. او سوئد را در پیروزی بزرگ نظامی در جنگ سی ساله رهبری کرد و موازنه قدرت را در اروپا تغییر داد.
او را به عنوان یکی از بزرگ‌ترین فرماندهان نظامی تاریخ می‌شناسند. بزرگ‌ترین پیروزی نظامی او در نبرد بریتنفیلد اتفاق افتاد. با استفاده از تجهیزات نیرومند نظامی، جابه جایی سریع نیروها و حملات مؤثر، گوستاو آدولف توانست خود را به عنوان بزرگ‌ترین رهبر نظامی آن زمان در اروپا مطرح کند اما در نبرد لوتسن در ۱۶۳۲ کشته شد.
با اقدامات مؤثر گوستاو آدولف بود که سوئد از قدرتی منطقه‌ای به ابرقدرتی در اروپا تبدیل و ارتش نیرومند آن از دیگر لشکریان اروپایی قدرتمندتر شد. تنها چندین سال پس از تاجگذاری او، سوئد تبدیل به وسیع‌ترین کشور اروپایی پس از روسیه و اسپانیا گشت. برخی اوقات او را پدر جنگ‌افزارهای مدرن می‌نامند.
او از طرف کشورهای همسایه به شیر شمال و شاه طلایی شناخته شده بود. امروزه میدان‌های شهرهای استکهلم، هلسینگبورگ و گوتنبورگ به نام او نامگذاری شده‌اند. همچنین، دانشگاهی به نام گوستاو آدولفوس نیز در شهر سنت پیتر، مینه‌سوتا قرار دارد.